# مكافئ تي إن تي

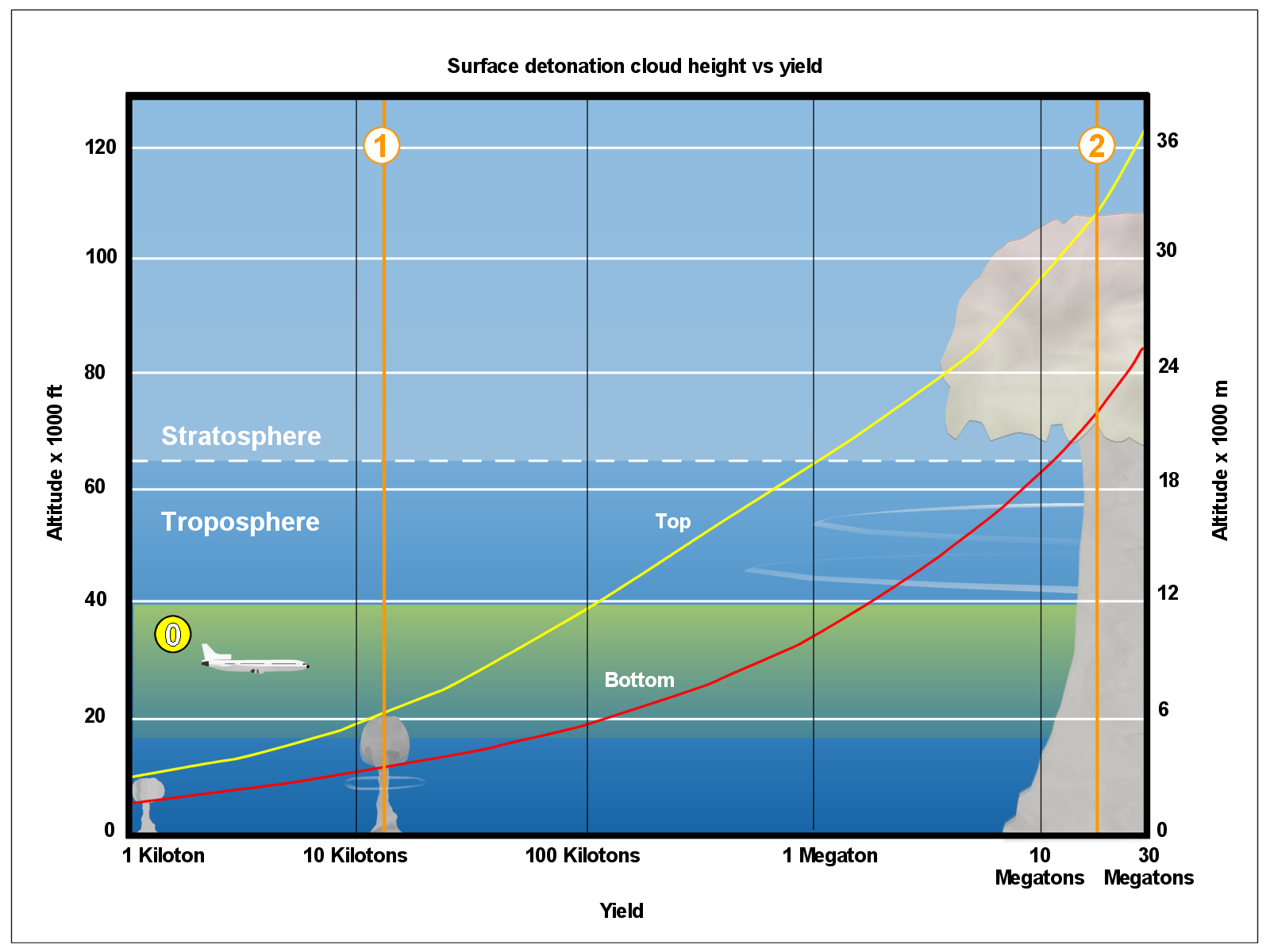
تغير ارتفاع السحابة النووية بشدة الانفجار وهي تبين الفرق بين قنبلة "فات مان" بقوة 22 كيلو طن تي إن تي وقنبلة "كاستل برافو" التي وصلت 22 ميغا طن تي إن تي.

مكافئ تي إن تي  أو مكافئ TNT  (بالإنجليزية: TNT equivalent) هي وحدة تستخدم لتقدير الطاقة الناتجة عن انفجار، وهي ليست من وحدات النظام الدولي للوحدات.
وتنطبق القيمة على كل الطاقة الناتجة من انفجار أي لا تقتصر فقط على طاقة الحركة التي تنتج مثلا من قنبلة نووية والتي تشكل نسبة قليلة فقط من مجمل الطاقة الصادرة. ولذك فإن تقدير شدة انفجار نووي على أساس كمية من متفجر مثل TNT يعتبر تقريبا.
يستخدم مكافئ تي إن تي لتقدير شدة انفجار قنبلة نووية، واستخدام المتفجرات في المناجم والصناعة وغيرها من أنواع المتفجرات، أو للمقارنة بالطاقة المنطلقة من انفجار مفاجئ مثل سقوط أحد النيازك على الأرض. ولتسهيل القدرة على التصور تستخدم مكافئ وزني فنقول مثلا «شدة الانفجار تعادل 2 كيلو طن»، أي تعادل 2000 طن من التي إن تي.
تبلغ الكتلة المولية لل تي إن تي
227,1 جرام/مول وهي تطلق طاقة قدرها 250 كيلو سعرة/مول (250.000 سعرة/مول). وقد أجرينا التعريف هنا ليس على أساس جول وهي وحدة الطاقة الدولية، وإنما وإنما على أساس السعرة الحرارية الكيميائية (سعرة-th) المستخدمة في الولايات المتحدة الأمريكية.
ومنها تنتج كثافة طاقة قدرها 1100 كيلو سعرة/كيلوجرام أو 4,6 مليونجول/كيلوجرام.
وبغرض الوصول إلى وحدة سهلة فقد استخدمت السعرة كأساس للمعايرة، ويصبح مكافئ الطاقة ل:
1 كيلو طن «تي إن تي» يعادل:  · 1012 سعرة
وبالتالي يعادل: 4,184 · 1012 جول.
أو باختصار:
(كيلو طن تي إن تي) = 4,184 · 1012 جول
= 1,162  مليون كيلوواط ساعي
وتستخدم لتقدير شدة الانفجار النووي الوحدات التالية: كيلو طن، وميجا طن (مليون طن)، وجيجا طن (ألف مليون طن).

## مكافئ تي إن تي لبعض المتفجرات
- ألعاب نارية: لا تتعدى كمية المتفجرات في الألعاب النارية بضعة جرامات.
- القنابل المفخخة: تبلغ طاقتها الانفجارية عدة كيلوجرامات تي إن تي، إلا أن انفجار أوكلاهوما ب الولايات المتحدة الأمريكية يقدر بنحو 1000 كيلوجرام تي إن تي.
- الأسلحة المعتادة: تصل أقصي قوة انفجار لسلاح في الجيش الأمريكب بنحو 11 طن تي إن تي ويبلغ وزن القنبلة 7 طن. وتقدر الكمية الكلية للقنابل في الحرب العالمية الثانية التي ألقيت على المدن بنحو 2 مليون طن تي إن تي.
- قنابل نووية: تبلغ قنبلة هيروشيما التي ألقيت عام 1945 بنحو 15 كيلو طن تي إن تي. وتبلغ القنابل النووية التي أعدتها الولايات المتحدة للحرب بعد ذلك من الأنواع التي تحملها القاذفات والصواريخ العابرة للقارات B61 و W76 و W88 بين 20.000 إلى 300.000 طن تي إن تي.[1]

كما بلغ الانفجار التجريبي الذي أجرته الولايات المتحدة للقنبلة الهيدروجينية عام 1954 على «كاسل برافو» 15.000.000 طن تى إن تي. ثم طور الاتحاد السوفيتي قنبلته الهيدروجينية (تزار)عام 1961 فبلغت نحو 50.000.000 طن تي إن تي.